# Медисин Парк (Оклахома)
Медисин Парк (енгл. Medicine Park) град је у америчкој савезној држави Оклахома.

## Демографија
По попису из 2010. године број становника је 382, што је 9 (2,4%) становника више него 2000. године.
| Група             | 2000.       | 2010.       |
| Белци             | 300 (80,4%) | 327 (85,6%) |
| Афроамериканци    | 5 (1,3%)    | 3 (0,8%)    |
| Азијати           | 0 (0,0%)    | 2 (0,5%)    |
| Хиспаноамериканци | 25 (6,7%)   | 23 (6,0%)   |
| Укупно            | 373         | 382         |